# Пельм
Пельм (нем. Pelm) — община в Германии, в земле Рейнланд-Пфальц. 
Входит в состав района Вульканайфель. Подчиняется управлению Герольштайн.  Население составляет 991 человек (на 31 декабря 2010 года). Занимает площадь 10,06 км².

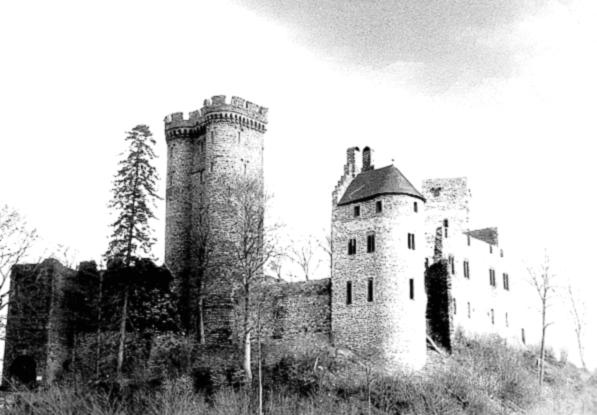
Замок Кассельбург

## Достопримечательности
- Кассельбург — руины средневекового замка.